# HABP2
L'HABP2 (pour « Hyaluronan-binding protein 2 ») est une protéase à sérine dont le gène est le HABP2 situé sur le chromosome 10 humain. Ses autres noms sont le FSAP, le HGFAL, le  PHBP.

## Historique
Il a été purifié et caractérisée en 1996.

## Rôles
C'est un activateur de la fibrinolyse physiologique.

## En médecine
Le port d'un variant du gène est un facteur de risque de maladie thrombo-embolique.
Une autre mutation est retrouvée plus fréquemment dans certaines formes familiales de cancer de la thyroïde.